# 曼努埃爾·坎達莫

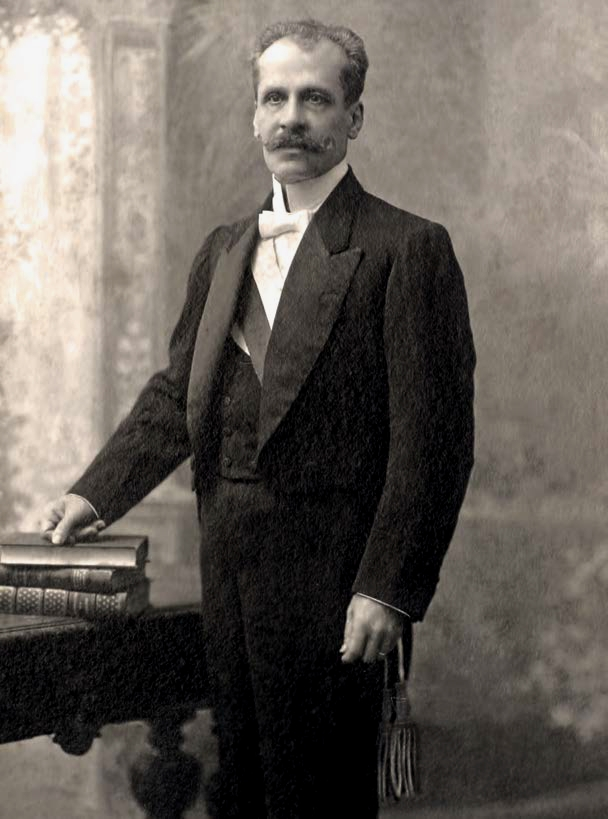
曼努埃爾·坎達莫

曼努埃爾·岡薩雷斯·德·坎達莫-伊里亞特（Manuel González de Candamo e Iriarte，1841年7月14日—1904年5月7日）是秘魯政治人物，出生於首都利馬。曼努埃爾·坎達莫贏得1903年選舉成為秘魯總統，但在任僅僅八個月即病逝，死前將權力移交給塞拉皮奧·卡爾德隆。